# Tangui Morlier
Tangui Morlier, né le 8 novembre 1980 à Loudéac[réf. souhaitée], a été le président de l'April entre février 2010 et février 2012. Il en a été vice-président jusqu'en février 2013. Il est maintenant membre du conseil d'administration collégial de Regards citoyens.

## Carrière
Diplômé de l'IUT de Vannes puis de l'INSA de Lyon, Tangui Morlier est ingénieur en informatique indépendant. En 1998, il découvre GNU/Linux et s'intéresse aux logiciels libres et à la culture libre en général. Il s'investit dans Copyleft Attitude à partir de 2000. Afin de soutenir le travail de diffusion et de défense du logiciel libre, il devient membre de l'April qui promeut et défend le logiciel libre en 2006, après avoir été actif dans le collectif StopDRM. Il devient le vice-président de l'April puis il en est élu président en février 2010.
Il met l'accent sur le logiciel libre à l'école. et souligne que l'April compte actuellement[Quand ?] environ 5 000 membres, dont 400 associations et entreprises et promeut cette manière de créer du bien commun : « Nous défendons une approche où le partage des connaissances permet de maximiser la valeur d'un travail. Si l'on souhaite que l'innovation profite à toute la société, le partage des connaissances est indispensable. ». 
Tangui Morlier a également co-fondé en 2009 le collectif Regards citoyens, et NosDeputes.fr .